# Pandora's Piñata
Pandora's Piñata è il terzo album in studio degli svedesi Diablo Swing Orchestra. Registrato presso i Boo Studios di Stoccolma e gli If Studios di Göteborg, venne pubblicato in Europa il 14 maggio 2012 dalla Candlelight Records e negli Stati Uniti il 22 maggio 2012 dalla Sensory Records.

## Tracce
Tutti i brani sono stati scritti e composti dai Diablo Swing Orchestra.
1. Voodoo Mon Amour – 4:31
2. Guerrilla Laments – 4:55
3. Kevlar Sweethearts – 4:24
4. How to Organize a Lynch Mob – 0:53
5. Black Box Messiah – 2:57
6. Exit Strategy of a Wrecking Ball – 6:01
7. Aurora – 5:05
8. Mass Rapture – 6:03
9. Honey Trap Aftermath – 4:15
10. Of Kali ma Calibre – 4:25
11. Justice for Saint Mary – 8:17

## Formazione
- Andy Johansson - basso
- Johannes Bergion - violoncello
- Pontus Mantefors - chitarra
- Daniel Håkansson - chitarra elettrica, voce
- Annlouice Loegdlund - voce
- Petter Karlsson - batteria
- Daniel Hedin - trombone
- Martin Isaksson - tromba